# Phenacovolva rosea
Phenacovolva rosea là một loài ốc biển, là động vật thân mềm chân bụng sống ở biển thuộc họ Ovulidae.

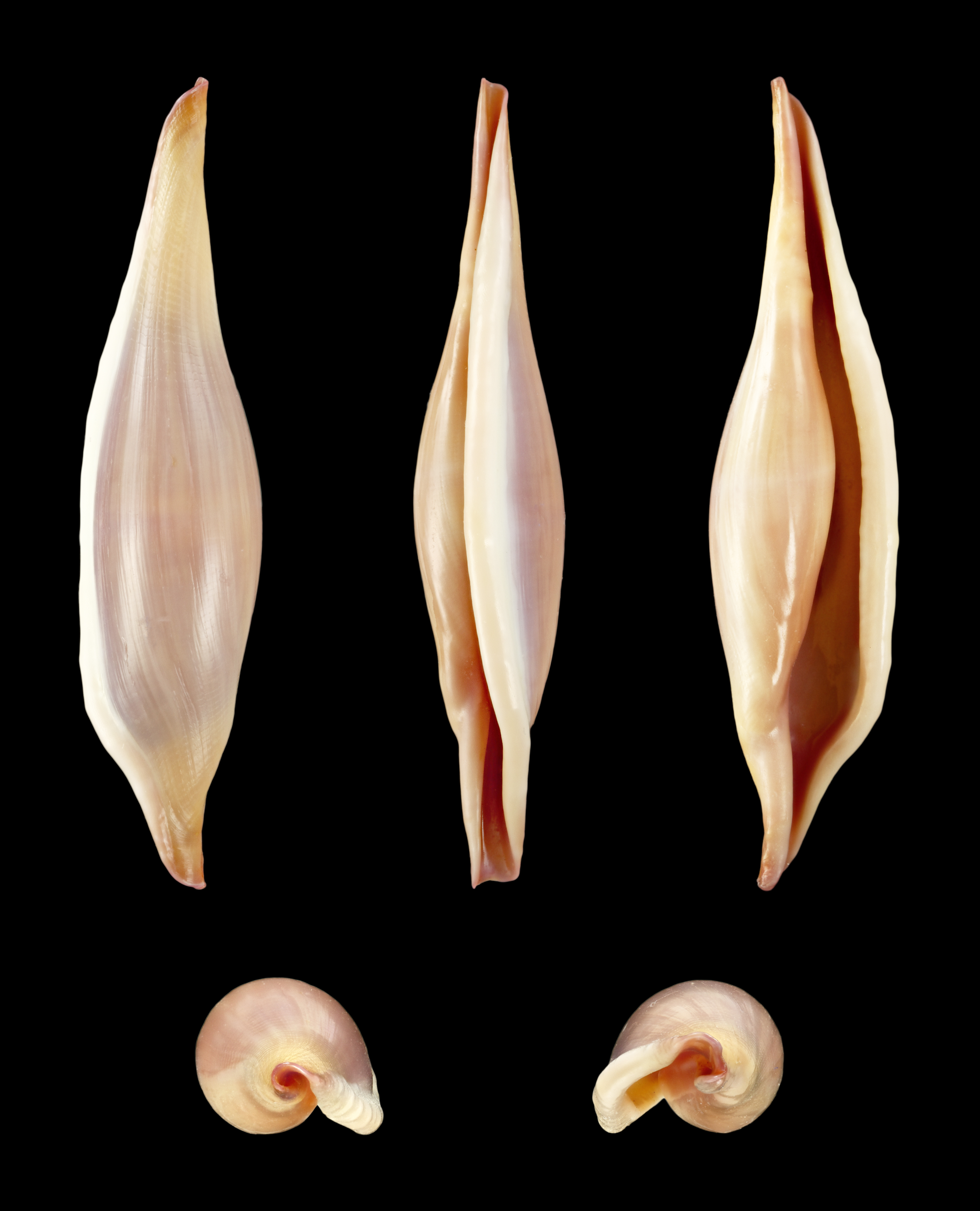
Shell